# Pagels et Rayols
Dans le Vivarais, en Ardèche, les Pagels, en occitan Padgels, désignent « les gens d’en haut », par opposition aux Rayols ou Raiols, soit « les gens d’en bas » ou les « gens du roi » comme le suggèrent certains auteurs : ce sont tout simplement les paysans des hauts plateaux des Monts du Vivarais, d'une part et d'autre part les gens des vallées ou des plaines du Bas-Vivarais.

## Historique
Longtemps soumis au régime féodal, les principaux acteurs de ces temps passés étaient donc les Pagels, les paysans, et leurs seigneurs.
« 
Ce mot, par lequel dans tout le bas Vivarais on désigne les gens de la montagne, vient de pagensis, habitant du pays (pagus). Commendandum est quod petrus iterii pagensibus suis fecit... ce passage est extrait d'une charte du XIIe siècle où l'on voit Itier, seigneur de Géorand, donner à l'Abbaye de Mazan des biens considérables, mais en réservant le consentement de ses padgels et exigeant de l'abbé comme indemnité pour chacun d'eux, la somme de cinquante sols en monnaie du Puy ; ce qui prouve que les droits de l'homme n'étaient pas méconnus dans l'ancien temps...
Le padgel est l'autochtone de le [sic] vieille Helvie, l'homme qui est essentiellement du pays, qui a plus ou moins conservé son indépendance dans la haute région qu'il habite, tandis que le nom de rayols ou royaux semble avoir été donné par opposition aux populations du bas Vivarais successivement soumises aux rois Visigoths, aux rois de Provence ou de Bourgogne, et enfin aux rois de France.
Sur ces hauteurs, les hommes sont généralement plus grands et plus forts que dans le bas pays, et il en est de même des femmes, ce qui tient sans doute à deux causes principales :
- La sélection naturelle, qui s'accomplit sous l'influence d'un climat rude, les faibles succombant de bonne heure et les forts restant seuls pour la reproduction.
- La nature de leurs occupations. En Vivarais, le paysan se courbe pour piocher et s'épuise plus que le montagnard dont l'occupation principale consiste à aménager ses prairies ou conduire ses troupeaux. D'ailleurs le montagnard ne peut guère travailler dehors que six ou sept mois de l'année.

Pendant l'hiver, il bat son blé. Les femmes soignent les bestiaux; elles sont alors plus occupées que les hommes. Les uns et les autres ont pour la plupart les cheveux châtain, et les yeux gris ou bleus; les types franchement bruns ou blonds, comme ceux de la maison gerbier, n'y sont que des exceptions. Tous ont le teint hâlé de ceux qui vivent constamment face à face avec les intempéries des saisons.
 »
Cette longue citation d'Albin Mazon en appelle une autre d'Élie Reynier, dans son introduction au tome II de l'Histoire de Privas : « Même Albin Mazon est fréquemment discutable quand il apprécie ou juge... ».
On parle des Pagels et des Rayols comme l'on parle de l'Ardèche au beurre et de l'Ardèche à l'huile, de l'Ardèche aux toits de lauzes à celle de la tuile romaine sans que l'une ou l'autre des parties soit considérée comme supérieure. Simplement des nuances séparent (de moins en moins) les deux territoires : d'une part la montagne, d'autre part les pentes Cévenoles ou des Boutières.
Si l'on consulte le Dictionnaire du parler de l'Ardèche, la définition du mot pagèl est : Nom donné aux habitants de la Haute-Ardèche par ceux de la Basse Ardèche -du latin pagensis "paysan". Et Rayol : Habitant des vallées de l'Ardèche, souvent protestant ou habitant des Boutières, provenant de Radiolu, "petit rayon" ? Il n'est donc plus question de race supérieure, mais d'une appellation locale comme on en retrouve souvent en France.
Citons encore Eugène-Melchior de Voguë dans ses notes sur le Bas-Vivarais (1893) : « Je me souviens encore des pagels -c'est le nom des montagnards, -qui descendaient dans la vallée du Rhône quand j'étais enfant pour louer leurs bras au temps des foins et des moissons. »
Le pa(d)gèl est donc un paysan de la montagne Ardéchoise, territoire particulier de par son climat, en relation avec l'Auvergne, dont la langue est proche.